# Ormia brevicornis
Ormia brevicornis är en tvåvingeart som beskrevs av Townsend 1919. Ormia brevicornis ingår i släktet Ormia och familjen parasitflugor.
Artens utbredningsområde är Texas. Inga underarter finns listade i Catalogue of Life.